# Hard Target
Hard Target és una pel·lícula d'acció estatunidenca de 1993 dirigida pel director de cinema de Hong Kong John Woo en el seu debut als Estats Units. La pel·lícula és protagonitzada per Jean-Claude Van Damme com a Chance Boudreaux, un mariner mercant cajun sense sostre sense feina i antic marine de reconeixement dels Estats Units que salva una jove anomenada Natasha Binder (Yancy Butler) d'una banda de bergants a Nova Orleans. Chance s'assabenta que la Binder està buscant el seu pare desaparegut (Chuck Pfarrer), i accepta ajudar Binder en la seva recerca. Aviat s'assabenten que el pare de Binder ha mort a mans dels organitzadors de caça Emil Fouchon (Lance Henriksen) i Pik van Cleef (Arnold Vosloo), un empresari despietat i el seu mercenari, que organitza la caça d'homes sense llar com a forma d'esport recreatiu. El guió va ser escrit per Pfarrer i es basa en l'adaptació cinematogràfica de 1932 del conte de Richard Connell de 1924 "The Most Dangerous Game".
Hard Target va ser la primera pel·lícula estatunidenca de Woo i també va ser la primera gran pel·lícula de Hollywood realitzada per un director xinès. Universal Pictures estava nerviosa de tenir Woo dirigint un llargmetratge i va enviar al director Sam Raimi per revisar la producció de la pel·lícula i per ocupar el lloc de Woo com a director si fracassava. Woo va passar per diversos guions trobant sobretot pel·lícules d'arts marcials amb les quals no estava interessat. Després de decidir-se pel guió de Pfarrer per a Hard Target, Woo va voler tenir l'actor Kurt Russell al paper principal, però va trobar Russell massa ocupat amb altres projectes. Woo va optar per l'elecció inicial d'Universal de tenir Van Damme protagonista. Woo va tenir bona relació amb Van Damme durant el rodatge i va augmentar la quantitat d'acció a la pel·lícula ja que sabia que l'actor estava disposat a fer-ho.
Després de 65 dies de rodatge a Nova Orleans, Woo va tenir problemes amb la Motion Picture Association of America per aconseguir la classificació R que Universal volia. Woo va fer desenes de retallades a la pel·lícula fins que la MPAA li va permetre una qualificació R. En el seu llançament inicial, Hard Target va rebre ressenyes diverses dels crítics de cinema però va ser un èxit financer.
El 6 de setembre de 2016, uns 23 anys més tard, es va publicar una continuació Hard Target 2.

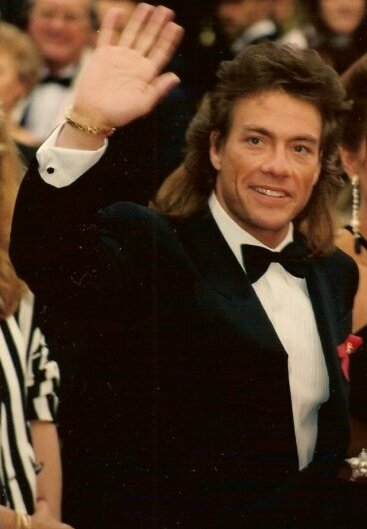
Van Damme és Chance Boudreaux

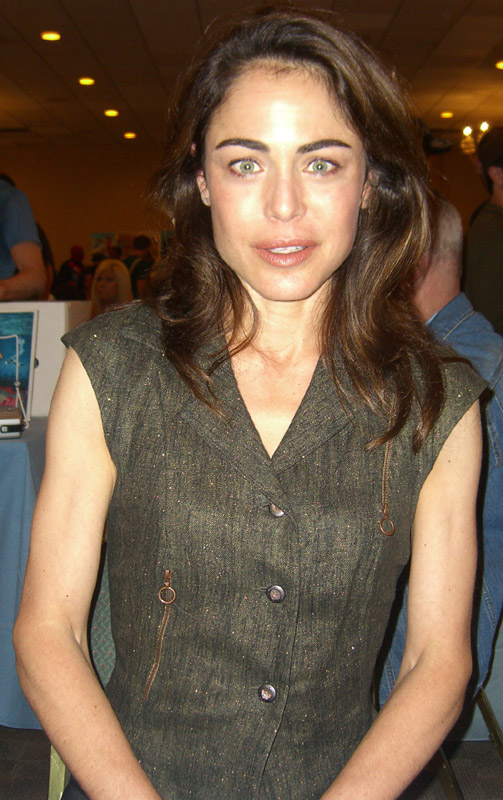
Yancy Butler és Natasha Binder

## Argument
A Nova Orleans, un marine sense llar i un veterà de la guerra del Vietnam anomenat Douglas Binder són l'objectiu d'una caça. Li donen un cinturó que conté 10.000 dòlars i li diuen que ha d'arribar a l'altre costat de la ciutat per guanyar els diners i la seva vida. El persegueix l'organitzador de la caça i esportista ric, Emil Fouchon, el seu mercenari principal Pik van Cleef, un empresari anomenat Mr. Lopacki - client de Fouchon que ha pagat 500.000 dòlars per l'oportunitat de caçar un humà, i assassins com Stephan i Peterson. Binder no arriba al seu destí i és assassinat per tres trets de ballesta. Van Cleef recupera el cinturó de diners.

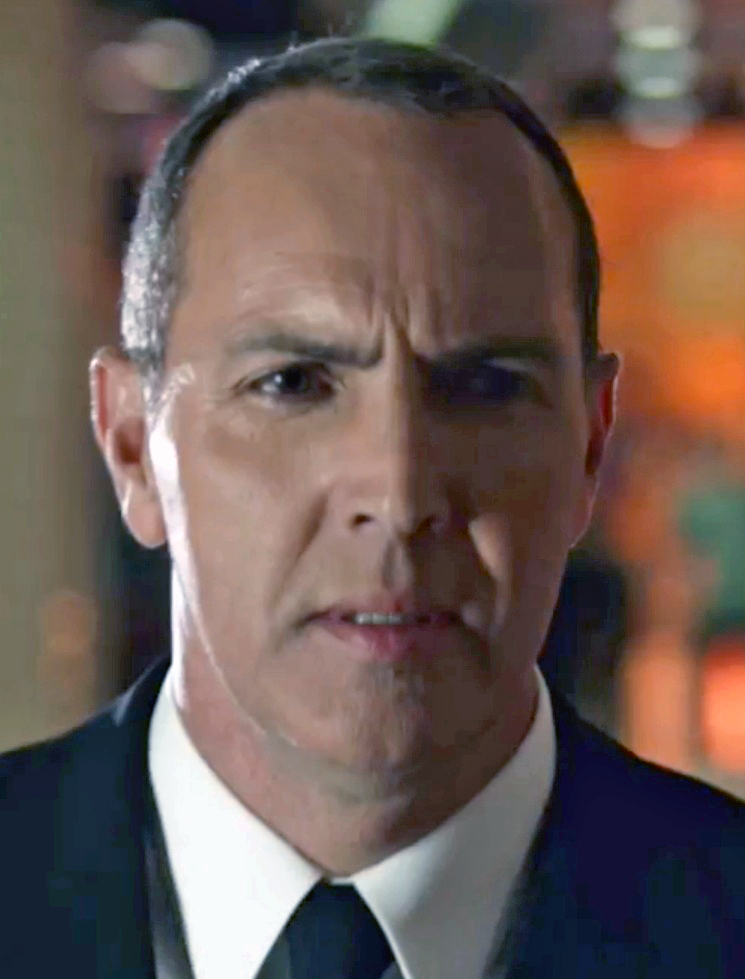
Arnold Vosloo és Pik van Cleef

Mentre buscava el seu pare, la filla separada de Binder, Natasha, és atacada per un grup de lladres que van veure que tenia molts diners en efectiu i intenten violar-la. És salvada per un home sense sostre amb habilitats excepcionals en arts marcials anomenat Chance Boudreaux, un antic marine, actualment sense feina. Boudreaux inicialment dubta a implicar-se en la seva missió, però com que el seu sindicat de mariners mercants està en mora, de mala gana permet que Natasha el contracti com a guia i guardaespatlles durant la seva recerca. Malauradament, la recerca va lentament a mesura que el cos policial de la ciutat està en vaga, facilitant la vida dels caçadors.
La Natasha descobreix que el seu pare va distribuir volants per a un reclutador de mala fama anomenat Randal Poe que ha estat subministrant en secret a Fouchon homes sense llar amb experiència bèl·lica i sense vincles familiars. Natasha pregunta a Randal sobre la mort del seu pare, però són descoberts per Van Cleef que escolta. Fouchon i Van Cleef colpegen en Poe i li tallwn l'orella com a càstig per haver-los enviat un home amb una filla. La detectiu de la policia de Nova Orleans Marie "May" Mitchell és reticent a investigar la desaparició de Binder fins que es descobreix el seu cos carbonitzat a les restes d'un edifici abandonat. La mort es considera un accident, però Boudreaux busca les ruïnes i troba l'altra placa de gos que coincideix amb Binder, (com sempre es donen per parelles) que va ser perforada per un dels trets de la ballesta. Els sequaços de Van Cleef embosquen de sobte a Boudreaux i el colpegen per espantar-lo a ell i a la Natasha de la ciutat. Quan es recupera, ofereix a Mitchell l'etiqueta com a prova que Binder va ser assassinat. Amb la investigació cada cop més a prop, Van Cleef i Fouchon decideixen traslladar el seu negoci de caça i començar a eliminar els "cables solts". El metge forense que havia amagat les proves de la caça és assassinat juntament amb Poe. Mentrestant, l'amic de Boudreaux, Elijah Roper, que també és sense sostre i un antic marine és el següent a participar en la caça de Fouchon i també acaba mort. Mitchell, Natasha i Boudreaux arriben moments després al cotxe de Randal i són emboscats per Van Cleef i diversos dels seus homes. Durant el tiroteig, Mitchell rep un tret al pit i mor. Boudreaux mata un grapat de mercenaris i escapa amb Natasha. Fouchon i Van Cleef reuneixen el seu equip de mercenaris i cinc caçadors contractats per continuar la persecució.
Boudreaux condueix la Natasha a la casa del seu oncle Clarence Douvee al fons del bayou i demana la seva ajuda per derrotar els homes. Boudreaux, Natasha i Douvee condueixen el grup de caça al "cementiri de Mardi Gras" (un magatzem de carrosses i estàtues de Mardi Gras malmeses) i maten els homes de Fouchon un per un. Van Cleef és finalment abatut per Boudreaux en un tiroteig. Al final, només queda Fouchon, però manté a ratlla a Boudreaux prenent Natasha com a ostatge i apunyalant a Douvee al pit amb la seva fletxa. Boudreaux carrega contra ell, atacant amb una ràfega de cops, i després deixa caure una granada als pantalons. Fouchon intenta en va desmuntar la granada, però és incinerat en l'explosió.
Resulta que Douvee encara és viu, ja que la fletxa que va utilitzar Fouchon només va colpejar el flascó de whisky de Douvee. Boudreaux, Natasha i Douvee surten del magatzem.

## Repartiment

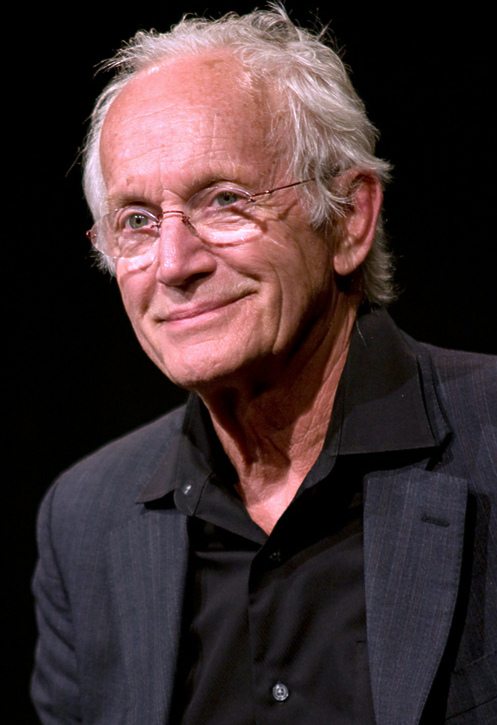
Lance Henriksen va rebre un Premi Saturn al millor actor secundari per la seva interpretació d'Emil Fouchon a Hard Target.

- Jean-Claude Van Damme com a Chance Boudreaux, un veterà cajun del Cos de Marines dels Estats Units sense feina, un mariner mercant, un mariner sense sostre i un talentós artista marcial. Després que Boudreaux salvi Natasha Binder, és contractat per ella per ajudar a buscar el seu pare desaparegut.
- Lance Henriksen com a Emil Fouchon, un esportista ric que caça antics soldats sense sostre per esport. Després de descobrir que està sent investigat per Chance i Natasha, Fouchon envia la seva banda liderada per Pik van Cleef per emboscar-los.
- Arnold Vosloo com a Pik Van Cleef, un col·laborador i principal mercenari dret de Fouchon que participa en el seu esport de caça. Encapçala la tripulació d'homes que s'envien a assassinar a Chance i Natasha. El cognom de Van Cleef és una referència a l'actor Lee van Cleef.[4]
- Yancy Butler com a Natasha Binder, una jove que ve a Nova Orleans a buscar el seu pare, Douglas, a qui no veu des que tenia set anys. Quan Natasha és atacada per bergants, Chance Boudreaux la salva, que accepta ajudar-la a trobar el seu pare.
- Kasi Lemmons com a detectiu Maria "May" Mitchell, una detectiva de la policia de Nova Orleans que treballa a l'oficina mentre la policia està en vaga. Mitchell ajuda a la Natasha ordenant una altra autòpsia quan li mostren les plaques perforades que tenia el seu pare.
- Chuck Pfarrer com a Douglas Binder, el pare de la Natasha i un veterà de la Marina dels Estats Units sense sostre de la guerra del Vietnam, que s'ha traslladat a Nova Orleans. Després que la Natasha descobreixi que han passat tres setmanes des que ha tingut notícies del seu pare, se'n va a Nova Orleans per trobar que ell ha estat sense llar i que ha estat assassinat per la tripulació d'Emil Fouchon.
- Willie C. Carpenter com Elijah Roper, l'amic de Chance Boudreaux que també és sense sostre i un antic marine de reconeixement de la Força dels Estats Units.
- Wilford Brimley com a oncle Clarence Douvee, l'oncle de Chance Boudreaux que viu a les profunditats del Bayou. Chance i Natasha es refugien a casa seva i l’ajuden durant el rodatge final de la pel·lícula.
- Sven-Ole Thorsen com a Stephan, el mercenari de Fouchon amb una camisa de bandera confederada i fumant cigars.
- Jules Sylvester com a Peterson, la serp mercenària de Fouchon el mossega a la galta.
- Robert Apisa com a Lopacki, el mercenari de Fouchon utilitza una pistola que dispara fletxes.
- Tom Lupo com a Jerome, el mercenari de Fouchon intenta matar Boudreaux amb una granada de mà.
- David Efron com a Billy Bob, el mercenari de Fouchon vist amb un barret de vaquer.
- Joe Warfield com Ismael Zenan, el mercenari de Fouchon no té dubtes sobre la caça dels sense llar.
- Eliott Keener com a Randal Poe, un reclutador de mala qualitat per a Fouchon per trobar exsoldats sense llar per caçar.
- Douglas Forsythe Rye com a Frick
- Mike Leinert com a Frack
- Marco St. John com el Dr. Morton
- Lenore Banks com a Marie, la propietària de Binder
- Randy Cheramie com a delegat de botiga
- Jeanette Kontomitras com a senyora
- Ted Raimi com home del carrer

## Producció

### Desenvolupament
Després de fer Hard Boiled a Hong Kong, el director John Woo va decidir acceptar una oferta per treballar als Estats Units, on es trobaria més feliç com a un cineasta amb un ritme de treball preferible i hores més raonables.Tom Pollock, el president d'Universal Pictures va oferir a Woo aquesta feina per primera vegada als Estats Units després d'haver vist la pel·lícula de Woo Dip huet seung hung. Universal no estava desitjant que Woo dirigís un llargmetratge complet i només va acceptar després del que el productor James Jacks va considerar un "període difícil de convèncer". L'Universal estava preocupada per tenir un director asiàtic al plató amb un domini limitat de l'anglès en un projecte a gran escala. Van contractar el director estatunidenc Sam Raimi per supervisar la producció de la pel·lícula i per tenir-lo en espera si Woo no podia complir el seu paper de director. Raimi era molt emocionat de treballar amb Woo, ja que era un fan de les seves pel·lícules de Hong Kong. Raimi també confiava en les habilitats de direcció de Woo, afirmant que "Woo al 70% encara deixarà bocabadat la majoria dels directors d'acció estatunidencs que treballen al 100%".
A la seva arribada als Estats Units, Woo va examinar diversos guions abans de decidir-se per Hard Target. Va dir que "Alguns d'ells eren bons, alguns d'ells molt bons, però la resta eren simplement pel·lícules d'arts marcials i vaig dir als productors que ja no tenia interès a fer aquest tipus de pel·lícules. Ja n'havia fet moltes." Un dels guions que es va oferir a Woo en aquest període. va ser per a Face/Off, que va rebutjar en aquell moment, no el convencia l'aspecte ciència-ficció de la història. El guió per a Hard Target va ser escrit per Chuck Pfarrer. El director Andrew Davis estava interessat en el guió, però finalment el va rebutjar. Woo va llegir el guió de Pfarrer per a Hard Target i va apreciar que era una "història senzilla però potent, amb molta sensació a sota. Per a una bona pel·lícula d'acció cal una estructura sòlida. Chuck m'ho va donar". Woo també va afirmar que la història és "menys John Woo", però l'aspecte visual seria "molt John Woo". Pfarrer va escriure el guió originalment basant-lo en la pel·lícula. La presa nua. Després que el guió no resultés, Pfarrer va treballar en un guió influenciat per la pel·lícula Aliens que es va convertir en la base del seu còmic Virus. L'últim intent va ser un guió basat en la pel·lícula de 1932 Les caceres del comte Zaroff. Pfarrer va fer que la història tingués lloc a Nova Orleans per donar una explicació de l'accent de Jean-Claude Van Damme.

### Pre-producció
Abans que cap director s'adjuntés a Hard Target, Universal Pictures va veure la pel·lícula com un vehicle potencial per a l'actor Jean-Claude Van Damme. Van Damme ja havia estat un gran fan de les pel·lícules de Woo i va acordar reunir-se amb ell a Hong Kong on tots dos tenien bon a relació malgrat les dificultats de Woo i Van Damme amb el seu anglès. Woo originalment volia l'actor Kurt Russell per al paper principal, però va trobar que Russell estava contractat per dos anys amb altres projectes cinematogràfics. En treballar amb Van Damme, Woo va declarar que estava "segur de [les meves] habilitats i sé com fer que un actor sembli bé a la pantalla, fer-lo semblar un heroi. Vaig pensar que podria fer el mateix per a Van Damme." Malgrat els primers recels de treballar amb Van Damme, Woo va canviar moltes escenes d'acció de la pel·lícula per fer-les més espectaculars en descobrir que Van Damme estava a punt. Mentre treballava amb Van Damme, Woo va afirmar que Van Damme tenia "un ego bastant gran, però encara és professional i sempre intenta fer una bona feina." Woo tenia cert control sobre el càsting de la pel·lícula, inclòs el repartiment de personatges secundaris i la recerca d'un director de fotografia. L'actriu Yancy Butler va interpretar Natasha Binder en el seu debut en un llargmetratge El paper va portar a Butler a altres papers protagonistes en pel·lícules d'acció com ara Drop Zone i Fast Money. L'actor Lance Henriksen va acceptar el paper d'Emil Fouchon afirmant que era un gran fan de Woo, assenyalant que les seves pel·lícules anteriors "eren tan creatives", tan bal·lètiques, i tenien aquesta increïble filosofia. La violència era només un contenidor per a la filosofia".

### Rodatge
El rodatge va començar l'1 d'octubre de 1992. Hard Target va tenir 74 dies de producció i es va rodar a Nova Orleans, incloses seqüències rodades al Barri francès. Universal va posar a Hard Target un programa ajustat que només permetia 65 dies de temps de rodatge. Això va posar molta pressió a Woo.
Woo també va ser pressionat per Universal per atenuar la violència i el recompte de cadàvers que havien vist a les seves pel·lícules de Hong Kong, temps perquè el repartiment i l'equip s'acostumes a treballar amb ell. Quan Woo no podia explicar què volia amb una presa al director de fotografia Russell Carpenter, va recórrer a declaracions senzilles com "aquesta serà la foto de Sam Peckinpah" per fer arribar el seu missatge a Carpenter. L'actor Lance Henriksen va recordar que va ser un procés gradual que va portar a tots els implicats a començar a veure la pel·lícula com una pel·lícula de John Woo en lloc d'una pel·lícula de Jean-Claude Van Damme. El productor James Jacks va recordar que Woo no era "la persona més poderosa del plató, però pel que fa a mi, sens dubte era el més respectat".
El foc de l'arma al plató es va considerar perillós, la qual cosa va portar a la tripulació a construir un nou escut de plexiglàs antibales que es podia connectar a la càmera. Aquest escut va ser útil especialment per a una seqüència a Hard Target on Van Damme buida un carregador de munició a la càmera els dollys i van ser sobrenomenats per la tripulació com "el Woo-Woo Choo-Choo". Russell Carpenter va trobar dificultats per filmar les grans escenes de tiroteig. Carpenter va assenyalar específicament el magatzem de la desfilada del Mardi Gras recordant que "només la il·luminació per a un espai com aquell, amb totes aquelles formes i ombres estranyes era prou difícil, però John després va afegir la complicació addicional de voler que l'escena fos rodada des de diversos angles alhora, sovint amb més d'una de les càmeres en moviment". El productor James Jacks va donar suport a aquest estil de filmació i va trobar la manera més econòmica de rodar aquest tipus d'escenes d'acció.

### Post producció
La pel·lícula va ser editada per Bob Murawski al plató utilitzant una unitat d'edició informàtica d'última generació que permet a l'usuari editar la pel·lícula mentre s'estava rodant. Aleshores, la banda sonora va ser escrita per Graeme Revell que va emprar percussionistes Kodo del Japó. Woo estava contractualment obligat a publicar una classificació R per Universal Pictures. Quan es va enviar la pel·lícula a la Motion Picture Association of America (MPAA), es va considerar massa violenta i intensa per a una classificació R i va rebre una classificació NC-17. Woo va reeditar la pel·lícula sis vegades per a la MPAA, ja que mai van indicar quines escenes específiques van trobar censurables. Durant aquest període d'edició, Van Damme va encarregar la seva pròpia edició de la pel·lícula. La versió de Van Damme elimina personatges sencers per inserir més escenes i primers plans del seu personatge Chance. Quan se li va preguntar sobre aquesta edició, Van Damme va respondre que "La gent paga els seus diners per veure'm, no per veure Lance Henriksen". La MPAA va acceptar la pel·lícula després que Woo hagués fet 20 talls a la pel·lícula. Les escenes retallades inclouen la seqüència de persecució inicial i la seqüència del magatzem de Mardi Gras. També fou tallada una escena romàntica entre Chance i Natasha.

## Estrena

### Al cinema
Hard Target es va programar provisionalment per estrenar-se el juliol de 1993. Hard Target es va estrenar el 20 d'agost de 1993 als Estats Units, convertint-se en la primera pel·lícula de un director asiàtic estrenada per un estudi de Hollywood.
Hard Target va ser la segona pel·lícula més taquillera de la setmana a la taquilla estatunidenca en el seu llançament inicial. Hard Target també es va convertir en la 49a pel·lícula més taquillera dels Estats Units el 1993. Hard Target va aconseguir vendes d'entrades als Estats Units de 32,6 milions de dòlars (les vendes a tot el món van ser de 74,2 milions de dòlars).

### Mitjans domèstics
Hard Target es va estrenar en Laserdisc i VHS el 1994. Als Estats Units, la pel·lícula va ser el 14è disc làser més venut i la 46a pel·lícula VHS més llogada del 1994. Hard Target es va publicar en DVD Regió 1 l'1 de juliol de 1998. Un DVD de Regió 2 de la pel·lícula es va publicar el 20 de març de 2000. El DVD americà també s'ha publicat amb paquets de DVD, que inclouen altres pel·lícules protagonitzades per Jean-Claude Van Damme. Aquests DVD incloïen Hard Target, així com Timecop, Street Fighter, l'última batalla, Lionheart, el lluitador, Sudden Death i A la recerca de la ciutat perduda.
Una còpia més llarga de 116 minuts de la pel·lícula no s'ha llançat oficialment, però s'ha trobat com a pirata. Aquesta còpia és un doblatge de videocasset de mala qualitat i té un codi de temps gravat a la cantonada que indica que la pel·lícula no estava pensada per a la visualització pública. Els llançaments de DVD europeu, japonès i australià restauren tres minuts del metratge violent que faltava al DVD de la Regió 1 (que es va tallar per a una classificació R), convertint-los en les versions més properes al tall original de Woo.
Sobre la versió llarga, Woo va dir: "M'agrada el tall original, és clar! I també vaig escoltar que la versió llarga es va convertir en una pel·lícula de culte: algunes persones l'han vist i els ha agradat molt, cosa que és molt interessant. I m'agradaria que l'estudi tingués interès a estrenar la pel·lícula de nou. Crec que val la pena fer-ho." La pel·lícula fou estrenada el 2013 al Regne Unit i el 2015 als Estats Units per Universal Studios. Kino Lorber la va estrenar als Estats Units en 4K Ultra HD i es va restaurar el Blu-ray el 2021, incloent-hi el tall del director sense classificació i el tall cinematogràfic dels EUA. Hi ha característiques addicionals com una nova entrevista amb el director John Woo.

## Recepció

### Taquilla
La pel·lícula es va estrenar als cinemes el 20 d'agost de 1993, amb una estrena àmplia als Estats Units. Durant el seu cap de setmana d'estrena, la pel·lícula es va estrenar en segon lloc i va recaptar 10.106.500 dòlars en projeccions comercials a 1.972 ubicacions. La pel·lícula El fugitiu va ocupar el primer lloc durant aquell cap de setmana amb una recaptació de 18.148.331 dòlars. La pel·lícula va guanyar 4 milions de dòlars durant el cap de setmana d'obertura, ocupant el tercer lloc darrere de El fugitiu i Compte amb la família Blue. Els ingressos de Hard Target van baixar un 50% en la seva segona setmana de llançament i van guanyar 5.027.485 $. Durant aquest cap de setmana, la pel·lícula va caure al tercer lloc, fins i tot amb un augment del nombre de projeccions de 1.999 sales. El fugitiu es va mantenir sense qüestions en el primer lloc i va recaptar 14.502.865 $ en ingressos de taquilla. Durant la seva darrera setmana de llançament, Hard Target va obrir en un onzè lloc llunyà amb 1.270.945 dòlars d'ingressos. Durant aquest cap de setmana en concret, Persecució mortal, protagonitzada per Bruce Willis, va fer el seu debut, estrenant-se en primer lloc amb 8.705.808 dòlars d'ingressos. La pel·lícula va arribar a superar a nivell nacional amb 32.589.677 dòlars en vendes totals d'entrades a través d'una actuació cinematogràfica de 5 setmanes. A nivell internacional, la pel·lícula va guanyar 41.600.000 dòlars addicionals en negocis de taquilla per a un total global combinat de 74.189.677 dòlars.	 Per al conjunt de 1993, la pel·lícula se situaria arreu del món acumuladament en una posició 23 en taquilla.

### Resposta crítica
Hard Target va rebre crítiques diverses en el seu llançament inicial, elogiant les escenes d'acció de la pel·lícula, però destacant la mala història i les habilitats d'actuació de Jean-Claude Van Damme. Al programa de televisió de crítica de pel·lícules Siskel & Ebert, Roger Ebert va declarar que Hard Target "no és gaire intel·ligent i no és gaire original, però està ben feta a nivell tècnic. Les acrobàcies són impressionants... com a pel·lícula d'acció està ben feta, però mai no es converteix en més que una acció competent i no la puc recomanar per això". Gene Siskel també va donar a la pel·lícula un polze cap avall al programa afirmant que "John Woo és un bon cineasta ... Van Damme és bastant envarat ... Notes l'estil de la pel·lícula perquè no hi ha gaire substància". Janet Maslin de The New York Times va escriure que "Van Damme encara no ha trencat l'hàbit de posar la seva pròpia cara en blanc encara que el Sr. Woo el filma amb l'estil més engrescador que es pugui imaginar". A Variety, Emanuel Levy va escriure que Hard Target era "un actor d'acció molt vigorós i de vegades brillant protagonitzat per Jean-Claude Van Damme. No obstant això, obstaculitzada per un guió B amb caràcters plans i estàndard, i sotmesa a edició repetida de les seqüències violentes per guanyar una qualificació R, la pel·lícula no té la visió única que es mostra al recent "Dip huet seung hung" i "Lat sau san taam". Van Damme i la reputació del director haurien d'assegurar un llançament comercial inicial en el camí cap a una taquilla sòlida si no espectacular". Desson Thompson de The Washington Post va escriure que "Quan Van Damme no s'enfronta amb la llengua anglesa, el guionista Chuck Pfarrer està omplint la boca d'Henriksen de pseudo-profunditats vilanes. Fins i tot en una pel·lícula d'acció de segon nivell com aquesta, i malgrat els esforços lloables d'Henriksen, és dolorós escoltar ... La presència creativa de Woo està pràcticament ofegada. Hi ha alguns flaixos del seu estil delirantment salvatge: un moment de càmera lenta aquí, un fotograma congelat ben escollit allà. També presenta al públic estatunidenc el seu gust per les acrobàcies de motos úniques i les explosions de cotxes molt, molt fortes. Però aquests Wooismes són decebedorament mínims". Lance Henriksen va rebre un Premi Saturn al millor actor secundari per la seva interpretació d'Emil Fouchon a la pel·lícula. El públic enquestat per CinemaScore va donar a la pel·lícula una nota mitjana de "B" en una escala d'A+ a F. A Rotten Tomatoes la pel·lícula té una valoració del 60% a partir de 40 crítiques i una valoració mitjana de 5,5/10. El consens es resumeix: "Hard Target rep un impuls de l'elegant direcció de John Woo, però en el fons, no deixa de ser un altre thriller d'acció ximple i dependent de l'explosió de l'obra de Jean-Claude Van Damme."
El 2013 Den of Geek la va incloure al 4t lloc d'una llista de les 10 millors pel·lícules de Van Damme.

### Altres respostes
El 1995, Van Damme va dir "Hard Target era un guió dolent, però teníem unes escenes d'acció fantàstiques, i John Woo em va fer semblar un samurai amb els cabells greixosos."
El 1997, Woo va mirar enrere sobre Hard Target, afirmant que va ser "en alguns aspectes, una pel·lícula bastant problemàtica de fer, però estic bastant content amb la manera com van resultar les escenes d'acció".
Sobre la recepció de la pel·lícula, Woo es va culpar a si mateix i al seu "estil"
| « | "Mentre estàvem fent Hard Target, vaig intentar que s'assemblés una mica més a l'estil de pel·lícula de Hong Kong, tot i que era una pel·lícula americana. La qual cosa no va funcionar bé al principi perquè vaig trobar el públic, en general, no familiaritzat amb l'estil de Hong Kong. Mentrestant, vaig intentar fer la pel·lícula una mica més romàntica i, d'altra banda, volia que el moviment semblés un western modern perquè estic molt boig pels westerns. De totes maneres, Hard Target era massa ambiciós i vaig intentar fer-ho tot en una pel·lícula. Això és diferent a qualsevol pel·lícula tradicional als Estats Units, de manera que el públic no va entendre què passa amb aquestes tècniques. No és una pel·lícula d'acció típica de Hollywood. I càmera lenta. I també els moments violents, també, el públic no ho va poder suportar. I algunes persones van abandonar el cinema abans d’acabar la pel·lícula. Tot i que la pel·lícula no va tenir un gran èxit, es va vendre bé." | » |

## Seqüela
Una segona pel·lícula, simplement anomenada Hard Target 2, es va estrenar el 6 de setembre de 2016 als Estats Units a través del segell 1440 Entertainment d'Universal. La nova iteració fou protagonitzada per Scott Adkins, Robert Knepper, Rhona Mitra, Ann Truong, i Temuera Morrison. Reubica l'acció a Myanmar, i alternativament s'ha descrit com un reboot i una seqüela.